# Schloss Röcklbrunn
Das Schloss Röcklbrunn befand sich in der Stadt Salzburg im Stadtteil Gnigl (heute Röcklbrunnstraße 6). Es wurde 1644 von Erzbischof Paris Lodron für seine Familie als Adelssitz errichtet.

## Geschichte

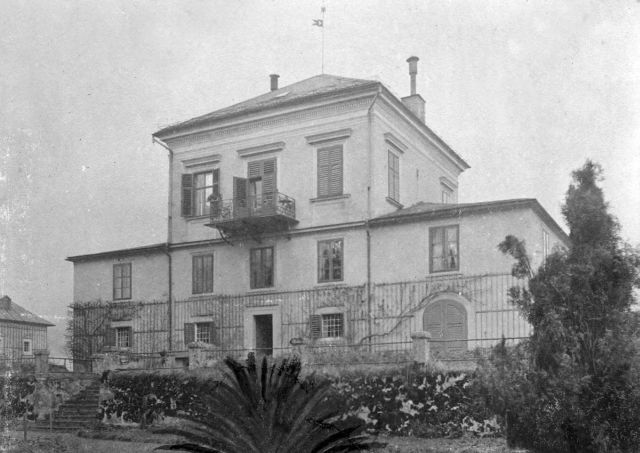
Schloss Röcklbrunn um 1900 (Alexander Haidenthaller Chronik II)

Das Gut Röcklbrunn (Reckenprunnergut, benannt nach dem Bächlein „Reckenprun“) wird bereits um 1150 erwähnt. Dieses Gut wurde 1636 von Erzbischof Paris Lodron erworben, und hier wurde 1644 ein Schlösschen mit Park als Sommerresidenz und Familiensitz für seinen Bruder errichtet.
Nur wenige Jahre später (1648) wurde das Schloss dem Domkapitel als Sommersitz des Dompropstes übergeben. In dieser Zeit wurde es nach dem Geschmack des Barocks umgestaltet. Ein Stich von Michael Diesel um 1730 stellt Röcklbrunn als dreigeschoßiges Gebäude mit einer Dachlaterne in einem sorgfältig angelegten Barockgarten dar. Der Garten stieg terrassenförmig an und war durch Mauerbalustraden gegliedert, die mit Steinvasen verziert waren. Teiche und Springbrunnen bereicherten das Ensemble. Das Schlösschen war von Baumalleen gesäumt und gegen die Außenwelt abgeschirmt. 1698 wurde ein Maierhaus gebaut und 1791 ein eigenes Gärtnerhaus.
Die hohen Reparaturkosten veranlassten den Dompropst und das Domkapitel, das Schlösschen am 18. Oktober 1803 versteigern zu lassen. Es wurde 1803 vom Kaufmann Johann Rauchenbichler ersteigert. Dieser ließ hier eine Branntweinbrennerei und Likörfabrik errichten.

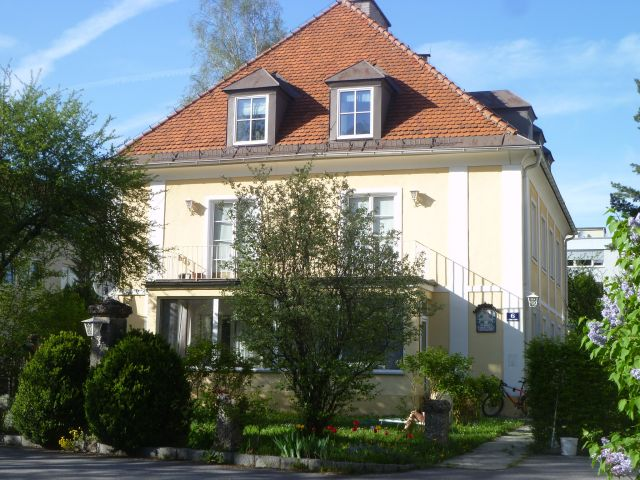
Heutige Villa anstelle des Schlosses Röcklbrunn

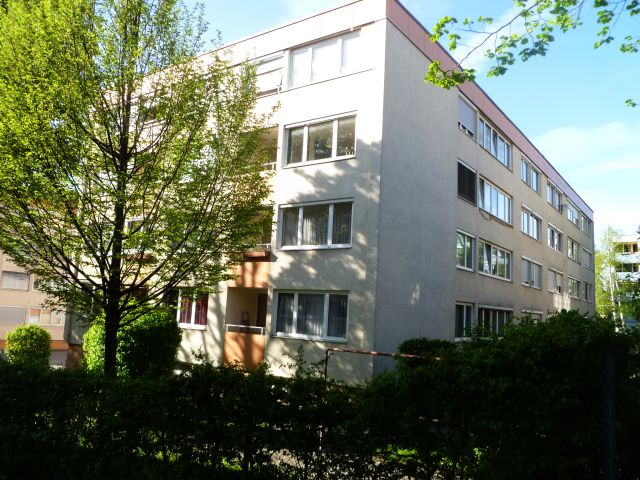
Wohnsiedlung an der Stelle der barocken Parkanlage von Schloss Röcklbrunn

## Schloss Röcklbrunn heute
Da das Schloss Röcklbrunn in unmittelbarer Nähe zu Bahnanlagen lag, wurde es im Zweiten Weltkrieg durch einen Bombenangriff 1944 zerstört und nicht wieder aufgebaut. Der dazugehörige Maierhof wurde nach Kriegsende ebenfalls abgerissen.
An der Stelle des Schlosses wurde eine Villa errichtet, die in Aussehen und Größe durchaus an das Schloss erinnert und im Erdgeschoß mit geschwungenen Fenstergittern ausgestattet ist. Auf dem Areal des früheren Parkes wurde in den 1960er Jahren eine gesichtslose Wohnsiedlung errichtet. Die Röcklbrunnstraße erinnert heute noch an das frühere Schloss.